# Barrio de campeones
Barrio de campeones es una película mexicana de 1982, dirigida por Fernando Vallejo. Después de esta película, Vallejo abandonó el cine.

## Argumento
La película trata sobre un boxeador de Ciudad de México surgido de la miseria que basa todos sus sueños en llegar a ser un campeón, ganar mucho dinero y solucionar todos los problemas económicos de su familia. 

## Reparto
- Katy Jurado como Doña Leonor
- Carlos Riquelme como Don Eladio
- Norma Lazareno como Consuelo
- Alfredo Wally Barrón como Robaldino Treviño
- Dolores Camarillo como Doña Lupe
- Bertha Moss como Vidente
- Sergio Klainer como Méndigo
- Lupe Pintor
- Raymundo Márquez como Miguelito
- Enrique Macin como Jesus «Carita» González
- Gerardo Vigil como Chon
- Raymundo Requesens
- Eugenia Avendaño como Vecina fodonga
- Lourdes Salinas como Yolanda «Yoli»
- Beatriz del Ojo
- Dionisio Rodríguez
- Patricia Ancira
- Leticia Hernández
- Manuel Anaya
- Ernesto Gallardo

## Ambientación
Como director de cine, fue la primera vez que Fernando Vallejo se alejó del tema de la época de La Violencia en Colombia para sumergirse en un barrio popular mexicano.